# Larry Ham
Larry Ham (* um 1960) ist ein US-amerikanischer Jazzmusiker (Piano, Orgel, Arrangement, Komposition) des Modern Jazz.

## Leben und Wirken
Ham erwarb den Bachelor of Arts in Musikwissenschaften an der Crane School of Music an der SUNY Potsdam und den Master in Jazz-Performance an der Aaron Copland School of Music am Queens College, City University of New York. Er begann seine berufliche Laufbahn als Musiker 1986–1987 im Lionel Hampton Orchestra. Er war dann von 1990 bis 1995 Pianist in der Illinois Jacquet Big Band und arbeitete außerdem mit Junior Cook und Dakota Staton. Erste Aufnahmen entstanden bereits um 1980 mit Ray Rivera (Let Me Hear Some Jazz), in den folgenden Jahren auch mit J. R. Monterose (Bebop Loose & Live), Hugh Brodie, Bob Merrill, Scott Robinson, Bill Easley, David Glasser und Earl May. Er trat bei zahlreichen Jazzfestivals, Konzerten und in Nachtclubs in den USA, Europa, Westafrika und Japan auf. In New York City konzertierte er u. a. im Lincoln Center, in der Carnegie Hall, im Iridium, im Village Vanguard, Smalls, Kitano Hotel und in der Lenox Lounge in Harlem.
Unter eigenem Namen nahm Ham das Trioalbum Carousel (2006, mit Lee Hudson, Tom Melito) und das Soloalbum Just Me, Just You... (2007, Arbors Jazz); auf letzterem interpretierte er neben Eigenkompositionen Standards wie „My Romance“, „How About You?“, „It Could Happen to You“, „If I Should Lose You“ und „I Can’t Get Started“. Im Bereich des Jazz war er zwischen 1980 und 2011 an 21 Aufnahmesessions beteiligt, zuletzt auch mit Catherine Russell und Chris Flory. Seit 2016 ist der Co-Leader des Larry Ham/Woody Witt Quartet, mit Woody Witt (Tenorsaxophon), Lee Hudson (Bass) und Tom Melito (Drums).
Des Weiteren trat Ham im Jazzfilm Texas Tenor auf und war Gast in Fernsehprogrammen wie The Today Show (NBC), Breakfast Time (FX) und in NPR-Programmen wie Jazz Set mit Dee Dee Bridgewater und bei Judy Carmichaels Jazz Inspired. Als Jazzbotschafter des US-Außenministeriums bereiste er von 2001 bis 2002 elf westafrikanische Nationen im Rahmen eines Kulturaustauschs, trat in Konzerten auf und leitete Workshops zum Jazz. Von 2002 bis 2005 war er Pianist und musikalischer Leiter des New Yorker Tapdance Festivals und tourte auch durch die USA und Russland, Griechenland und Italien. Derzeit unterrichtet er an der State University in New Paltz, New York, am Dutchess Community College in Poughkeepsie, New York, und am Bard College in Annandale-on-Hudson, New York.